# Salem Five
O Salem Five (também conhecido como Salem Five Cents Savings Bank ou Salem Five Bank) é um banco de poupança mútua americano tradicional fundado em 1855. O banco fornece serviços financeiros, incluindo bancos privados, cheques, depósitos e contas de poupança. Além disso, o Salem Five também oferece hipotecas, HELOCs, seguros e empréstimos comerciais. A sede da empresa está localizada na 210 Essex Street, em Salem, Massachusetts.